# East Peru
East Peru – miasto w Stanach Zjednoczonych, w stanie Iowa, w hrabstwie Madison. Zgodnie ze spisem statystycznym z 2000 roku, miasto liczyło 153 mieszkańców.